# جوزيف أنطون فون مافيي
جوزيف أنطون فون مافيي (بالألمانية: Joseph Anton von Maffei)‏ هو مهندس ورائد أعمال ألماني، ولد في 4 سبتمبر 1790 في ميونخ في ألمانيا، وتوفي بنفس المكان في 1 سبتمبر 1870.